# Química agrícola

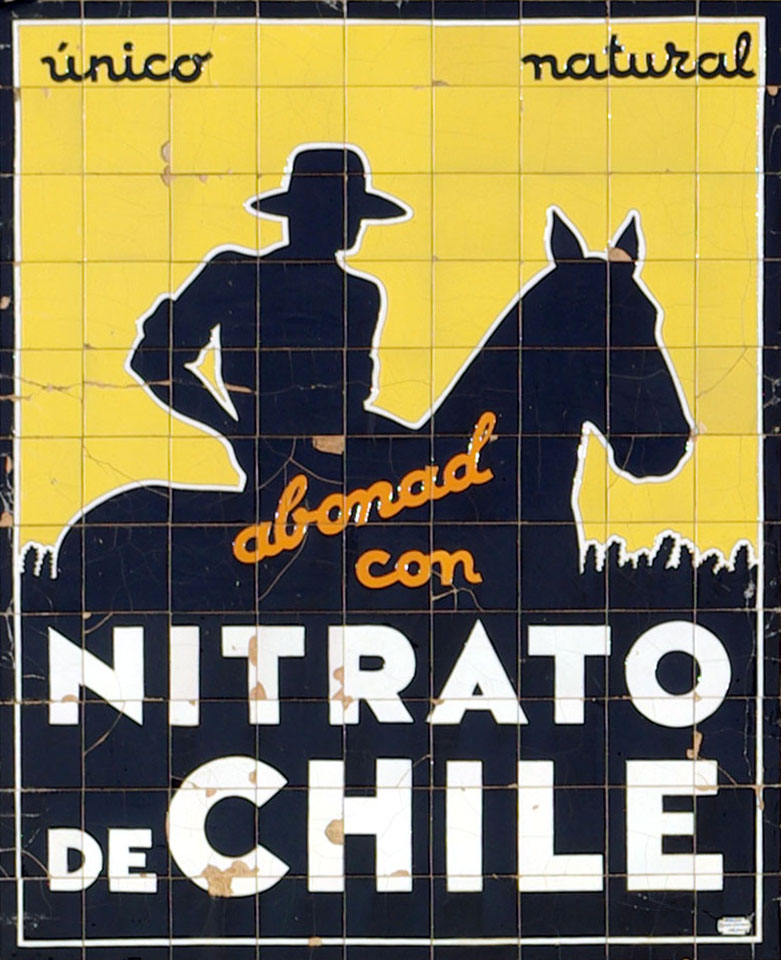
Cartell publicitari de nitrat de Xile, un adob natural que conté una mescla de nitrat de sodi i nitrat de potassi.

La química agrícola o agroquímica és la disciplina que estudia els processos químics i bioquímics relacionats amb els elements químics essencials en el sistema sòl-planta i la seva incidència en els rendiments, la qualitat i la transformació dels productes agrícoles. Així mateix, comprèn els fertilitzants, la fertilització, els plaguicides i la seva acció.
La química agrícola s'inicià amb l'estudi de la nutrició autòtrofa de les plantes. El plantejament inicial era que els vegetals necessiten substàncies nutritives per créixer, i per a això era necessari saber d'on provenien aquestes substàncies: de l'aire, de l'aigua o del sòl. Aquest fou el problema més gran del segle XVIII. Les nombroses anàlisis químiques de les plantes mostraren que estaven constituïdes per carboni, oxigen, hidrogen, nitrogen, fòsfor, potassi, sofre, calci i magnesi, elements químics que eren indispensables per al seu desenvolupament. Establert això, calia respondre a dues noves qüestions: en primer lloc, d'on provenen aquests elements, i, en segon lloc, de quina manera es realitza l'assimilació de l'element per part de la planta.

## Finals del segle XVIII

### Jan Ingenhousz

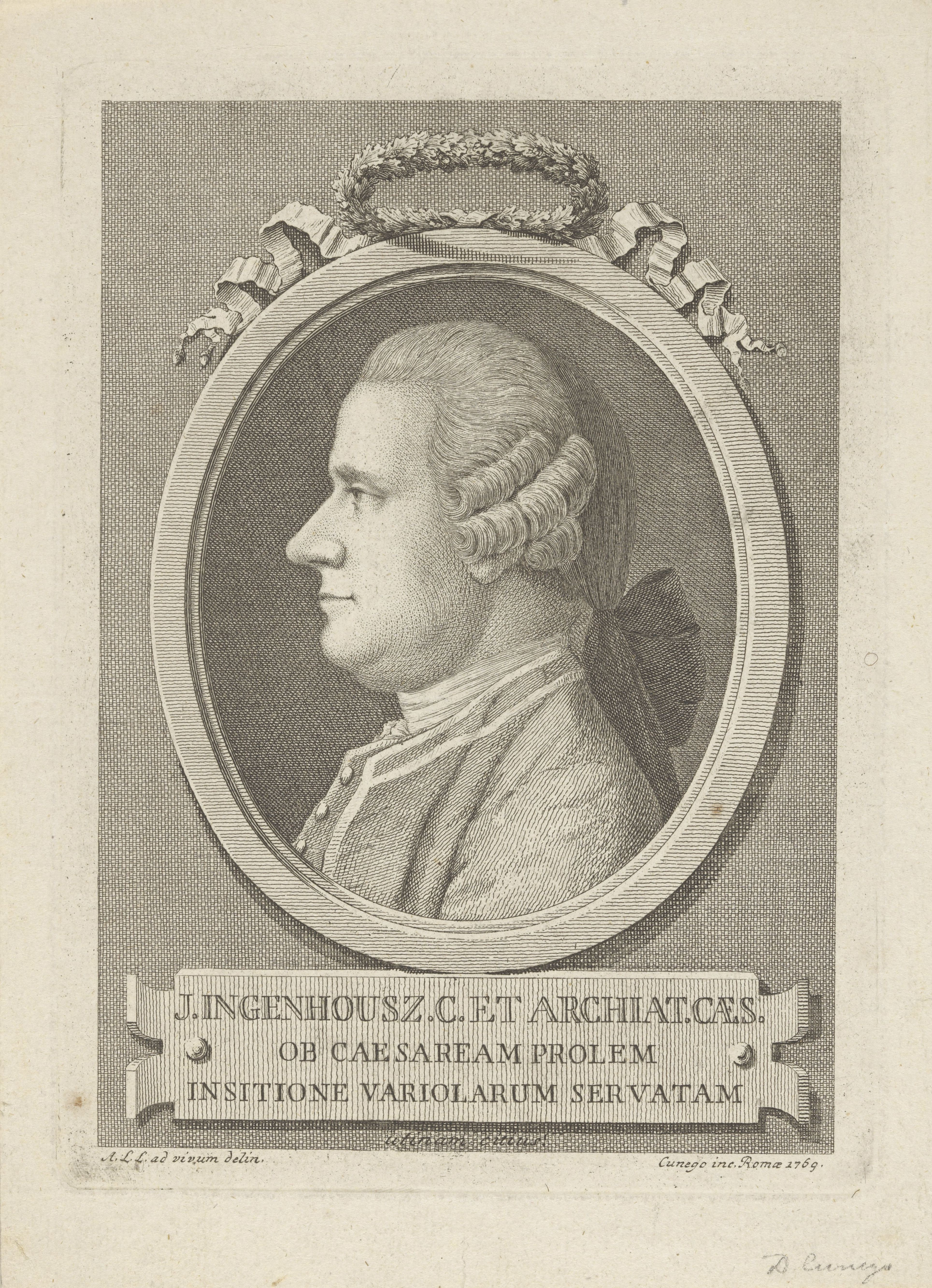
Jan Ingenhousz.

L'origen de l'oxigen i l'hidrogen en les plantes no es qüestionà mai, establint-se que provenien de l'aire i de l'aigua. Però no fou el mateix amb el carboni, el nitrogen i els elements minerals. L'origen del carboni fou objecte de moltes discrepàncies. La qüestió era dilucidar si aquest element provenia de l'aire o bé del sòl mitjançant l'humus originat per la descomposició dels residus vegetals. Destaquen els treballs fets pel científic neerlandès Jan Ingenhousz (1730-1799). Estudiant l'oxigen que produïen les plantes, el 1779 demostrà que la llum solar era necessària per a la producció d'oxigen (fotosíntesi); que només les fulles i pecíols podien sintetitzar-lo; i, finalment, que els fruits i les plantes a la foscor respiraven com els animals.

### Jean Senebier
Les conclusions d'Ingenhousz foren també assolides per Jean Senebier (1742-1809), botànic suís a Ginebra. Els seus estudis simultanis del problema oposat, l'efecte de l'aire sobre la planta, li permeté suggerir el 1782, que l'augment de pes del salze a l'experiment del científic flamenc Jan van Helmont es devia a l'aire fixat i comprovà que la quantitat d'oxigen de fulles submergides era proporcional a la quantitat de diòxid de carboni dissolt en l'aigua. Senebier posà de manifest, de manera clara i contundent, que la fotosíntesi es limita a les parts verdes de les plantes i només té lloc quan aquestes estan exposades a la llum solar.

## Principis del segle XIX

### Nicolas-Théodore de Saussure

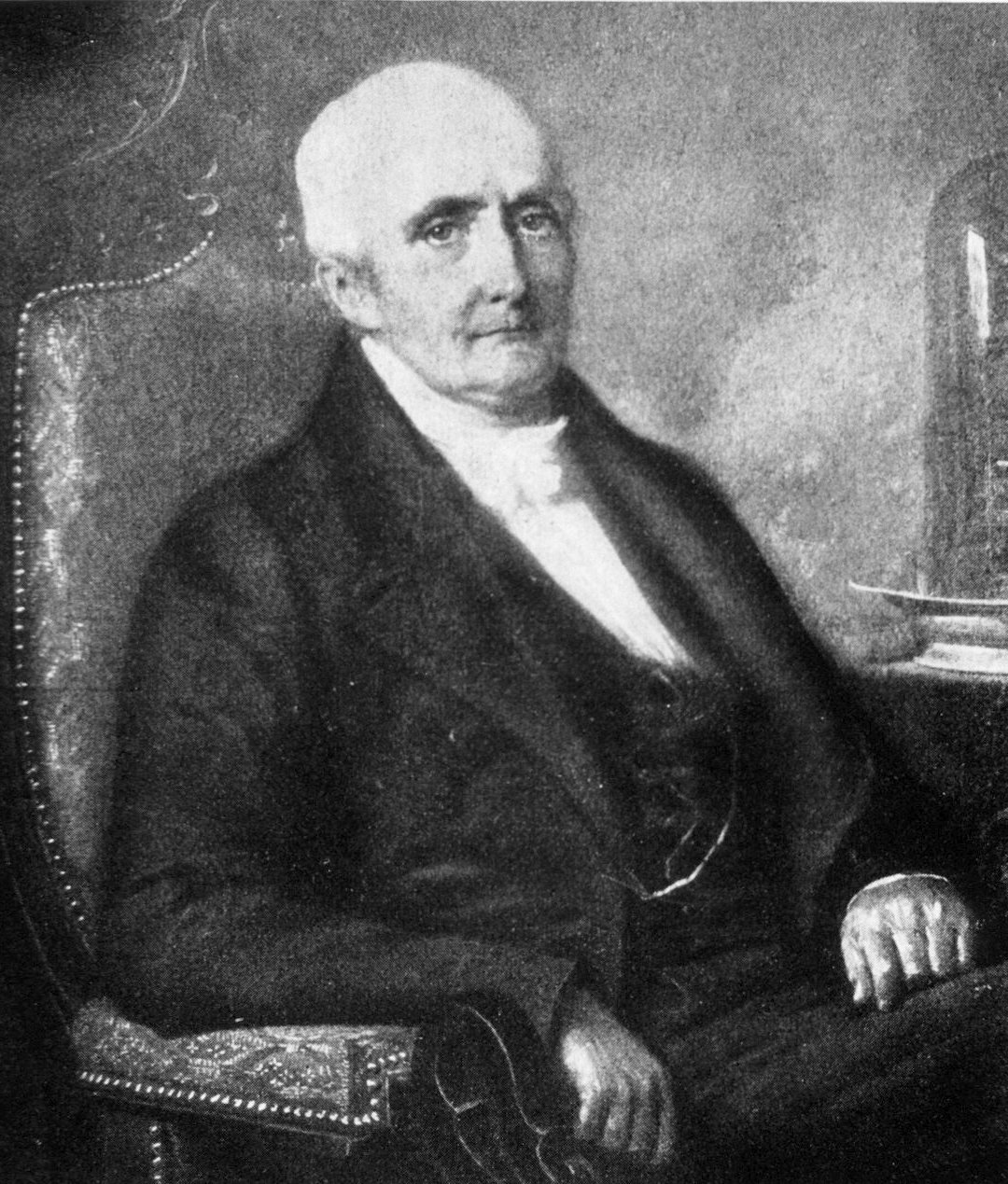
Nicolas-Théodore de Saussure.

Per apreciar la natura radical de la revolució de la química que tengué lloc al segle XIX, només cal comparar els treballs d'Ingenhousz amb els de Nicolas-Théodore de Saussure (químic i fisiòleg suís, 1767-1845), publicats als seus llibres: "De l’influence du Sol sur quelques Parties Constituents des Végétaux" (Sobre la influència del sòl sobre algunes parts constituents de les plantes, 1800), "Recherches Chimiques Sur la Végétation" (Investigacions químiques sobre la vegetació, 1804) i "Sur la Nutrition des Végétaux" (Sobre la nutrició de les plantes, 1840), tan sols vint-i-cinc anys després. A la seva obra, de Saussure recupera les idees dels fisiòlegs (Lavoisier, Ingenhousz i Senebier) sobre l'ús del diòxid de carboni de l'aire per les fulles dels vegetals sota l'acció de la llum i afirma, el primer, que totes les plantes contenen fòsfor i que aquest ve del sòl, l'efecte de l'aire sobre les plantes i l'origen en elles de les sals. Com a resultat d'una àmplia experimentació, demostrà que les plantes podien absorbir diòxid de carboni i alliberar oxigen en presència de la llum. I que si es guardaven les plantes en un lloc sense diòxid de carboni morien.

Esquema de les fotosíntesi.

De Saussure també deduí que el sòl subministrava només una petita quantitat dels aliments que necessitaven les plantes, i ho demostrà, els resultats obtinguts amb l'anàlisi de les seves cendres. Acabà amb la idea que les plantes generaven espontàniament potassa (denominació vulgar del carbonat de potassi K₂CO₃), i concretà aspectes importants de l'assimilació de l'atzar i de les funcions de l'arrel. També demostrà que la diferència en la absorció de sals per part de les plantes depèn de la seva edat i de la composició del sòl, i fou el primer investigador que posà de manifest que l'humus conté més carboni i menys hidrogen que els residus vegetals originals, fet que evidencia la complexitat del procés de formació de l'humus. Tot i que la interpretació donada per de Saussure als seus resultats no fou completament correcta, la seva feina es pot considerar fonamental per a l'aclariment del procés general de la nutrició vegetal, i el mètode experimental quantitatiu que emprà marcà el camí a seguir per altres investigadors.

### Humprhy Davy

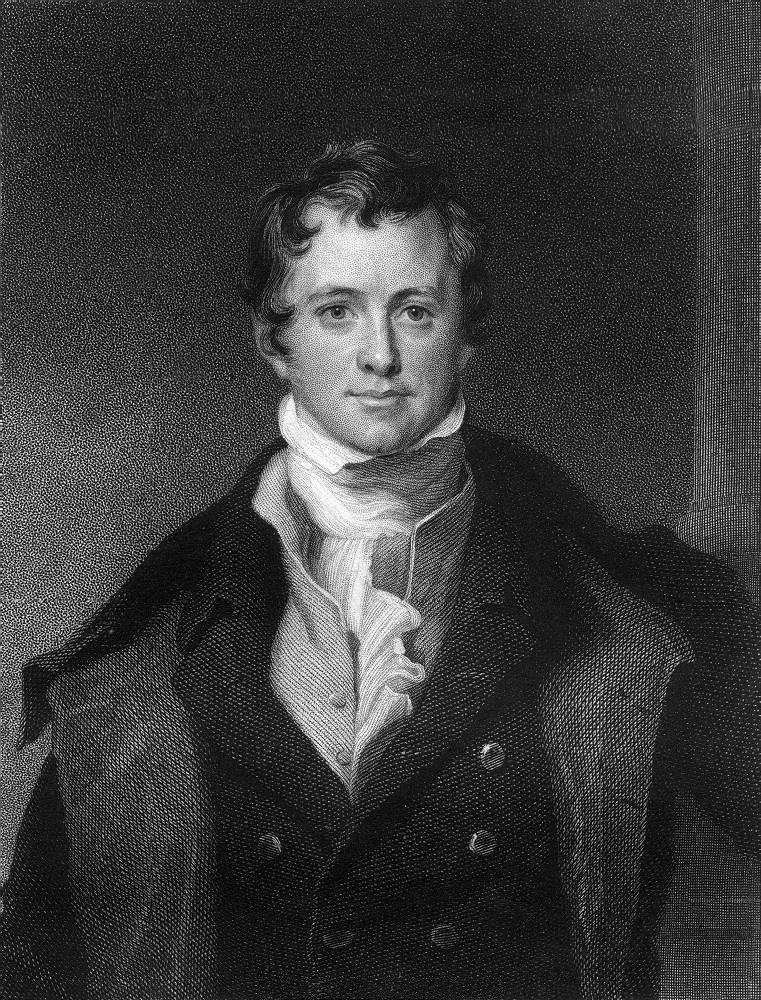
Sir Humphry Davy.

Malgrat la demostració de De Saussure, la majoria dels científics de l'època acceptaven la teoria que la font de carboni es trobava a la fracció orgànica de la terra vegetal, és a dir, a l'humus, teoria avançada pel suec Johan Gottschalk Wallerius (1709-1785). Un d'ells, el químic anglès Humphry Davy (1778-1829) impartí entre el 1803 i el 1813 a la Royal Institution un curs sobre química agrícola. El resultat d'aquella experiència fou el llibre titulat "Elements of Agricultural Chemistry" (Elements de Química Agrícola), considerat com el primer intent seriós d'aplicar la química a l'agricultura. Més que aportacions originals, el seu mèrit rau a haver sabut sistematitzar els fets coneguts fins aleshores i donar, amb gran personalitat, una importància a la química agrícola que d'una altra manera no hauria tingut. Davy fou el primer a emprar el terme «química agrícola» i obrí el camí a les granges científiques, que utilitzaven fertilitzants equilibrats químicament. Davy, d'altra banda, considera el sòl com el resultat de dos processos superposats: "l'alteració de les roques i la descomposició de la matèria orgànica". El llibre de Davy es convertí en manual de referència de química agrícola per a tota una generació, fins que fou desplaçat pels treballs de Justus von Liebig.
L'origen del nitrogen als vegetals també fou objecte de nombroses controvèrsies. Coneixent la composició de l'atmosfera, era temptador fer venir aquest element de l'aire. No obstant això, de Saussure havia demostrat el 1804, recolzant-se en minucioses experiències que el nitrogen provenia en realitat dels constituents orgànics del sòl. Posteriorment, es demostraria que, en el cas de les lleguminoses, el nitrogen atmosfèric participa directament en la nutrició vegetal.

### Carl Sprengel

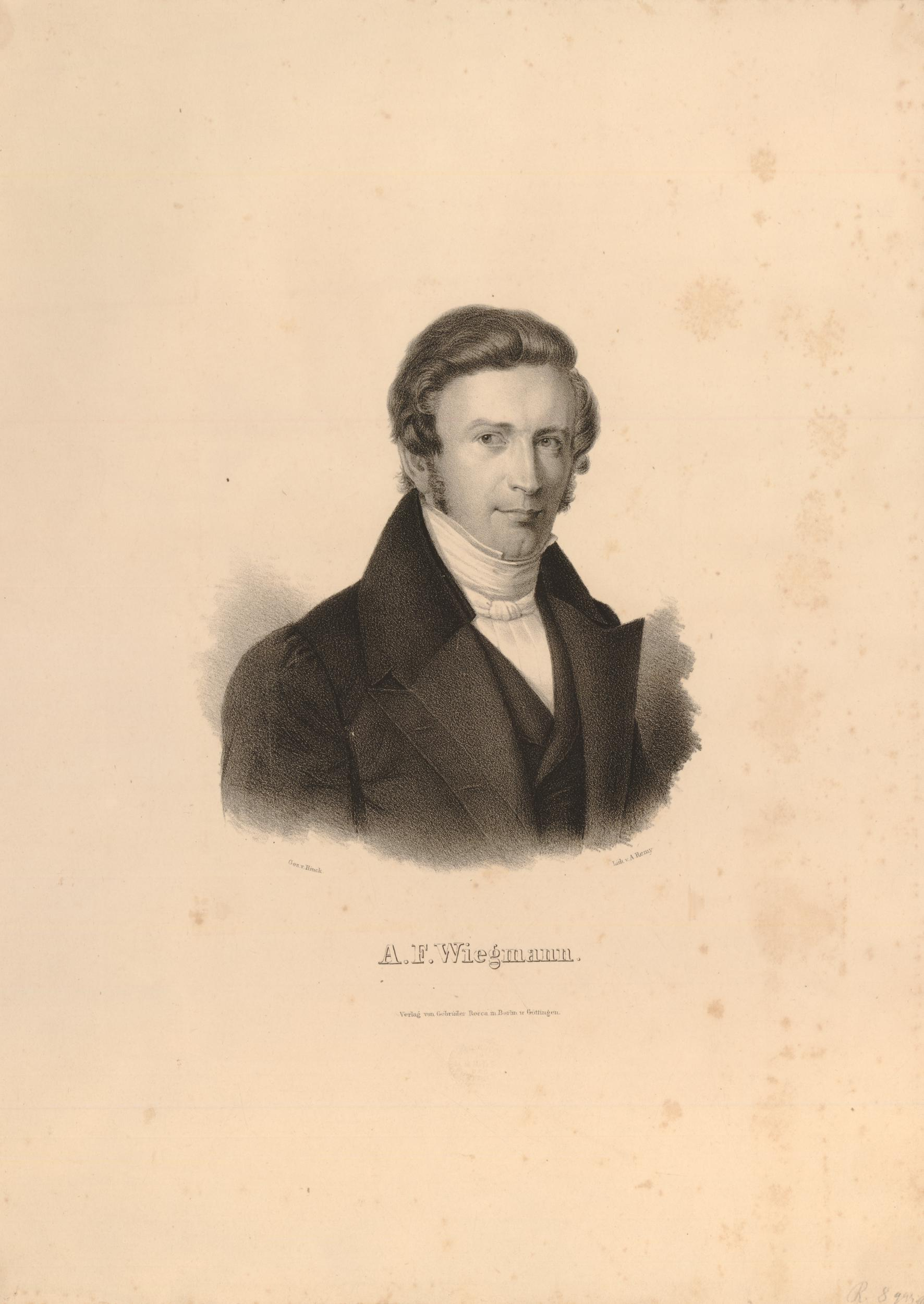
Arend Friedrich Wiegmann.

El primer tractat sobre ciència del sòl apareix el 1837, obra dels alemanys Carl Sprengel (1787-1859), primer professor de química agrícola, i Arend Friedrich Wiegmann (1771-1853), que aprofundiren en les investigacions de De Saussure. Aquests científics comprovaren que, tot i que un sòl tingui tots els minerals necessaris per al desenvolupament de les plantes, podia ser improductiu si en faltava un sol element essencial o si aquest es trobava en quantitat molt baixa (llei del mínim). Sprengel determinà els components solubles en aigua en extractes d'humus de sòls i trobà sals de nitrats, sulfats, clorurs i fosfats alcalins, arribant a la conclusió que les sals solubles eren nutrients vegetals i, per tant, refutaven la teoria de l'humus. Considerava que hi havia quinze elements importants: O, C, H, N, S, P, Cl, K, Na, Ca, Mg, Al, Si, Fe i Mo. També assenyala que elements com As, Pb i Se podrien ser perjudicials per a les plantes.

## Mitjans del segle XIX

### Justus von Liebig

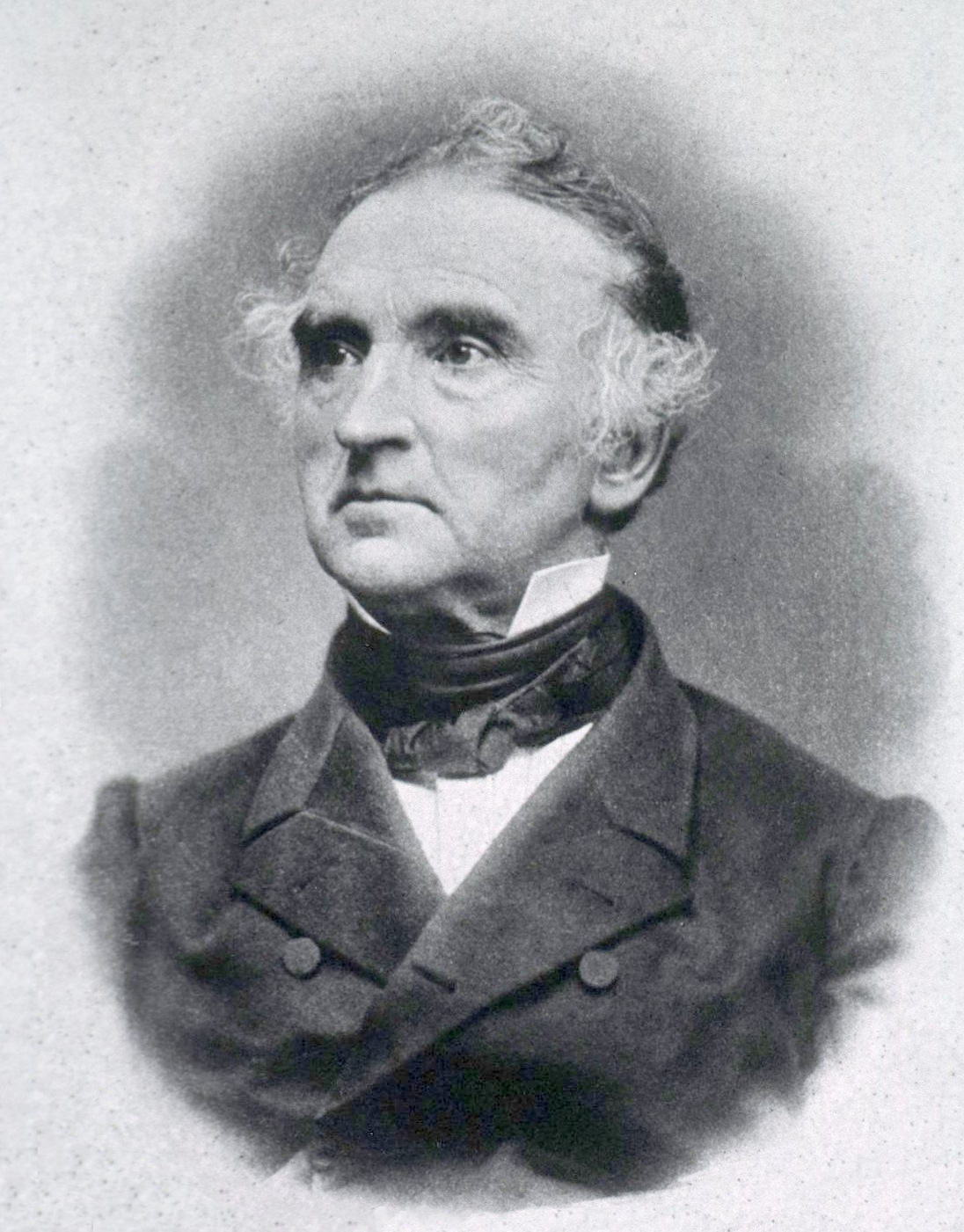
Justus von Liebig.

El 1840 Justus von Liebig (1803-1873), químic alemany i professor de la Universitat de Giessen, presentà la seva teoria mineral de la nutrició vegetal en una comunicació que posteriorment desenvolupà en la seva obra "Die Organische Chemie in ihrer anwendung auf Agricultur und Physiologie" (La Química Orgànica i les seves aplicacions a l'Agricultura i la Fisiologia). Aquesta obra, considerada com el punt de partida de la química agrícola moderna, marcà un canvi revolucionari en la comprensió de la nutrició vegetal i obrí el camí a una nova era de recerca agrícola basada en la química. Segons Liebig les plantes absorbeixen per les arrels i les fulles els elements químics en forma de combinacions simples (gasos o sals d'àcids minerals) i transformen aquests composts inorgànics en matèria orgànica. Els composts orgànics del sòl, principalment l'humus, no són més que reserves que proporcionen els elements minerals després de la seva degradació i descomposició. El seu esgotament produeix infertilitat, de manera que s'ha de procurar la seva restitució, per exemple amb adobs artificials. Així donà inici a la fertilització química moderna. Les seves principals afirmacions foren:
- La major part del carboni de les plantes procedeix del diòxid de carboni de l'atmosfera.
- L'hidrogen i l'oxigen provenen de l'aigua.
- Els metalls alcalins són necessaris per a la neutralització dels àcids formats en les plantes com a resultat de les seves activitats metabòliques.
- El fòsfor és necessari per a les plantes, i sota la forma de fosfat insoluble pot solubilitzar-se més o menys per tractament amb un àcid mineral.
- Les plantes absorbeixen sense discriminació els materials del sòl, però eliminen per les seves arrels aquells que no els són necessaris.[3]

La teoria de la nutrició mineral de Liebig s'acompanya de dues lleis: la llei de restitució, el creixement de les plantes era proporcional a la quantitat de substàncies minerals assimilables contingudes en l'adob; i la llei del mínim, ja exposada per Sprengel. Aquestes dues lleis, confirmades per totes les experiències posteriors, segueixen sent, avui dia, dues lleis fonamentals de l'agronomia. Per això Liebig és reconegut com el pare de la química agrícola.

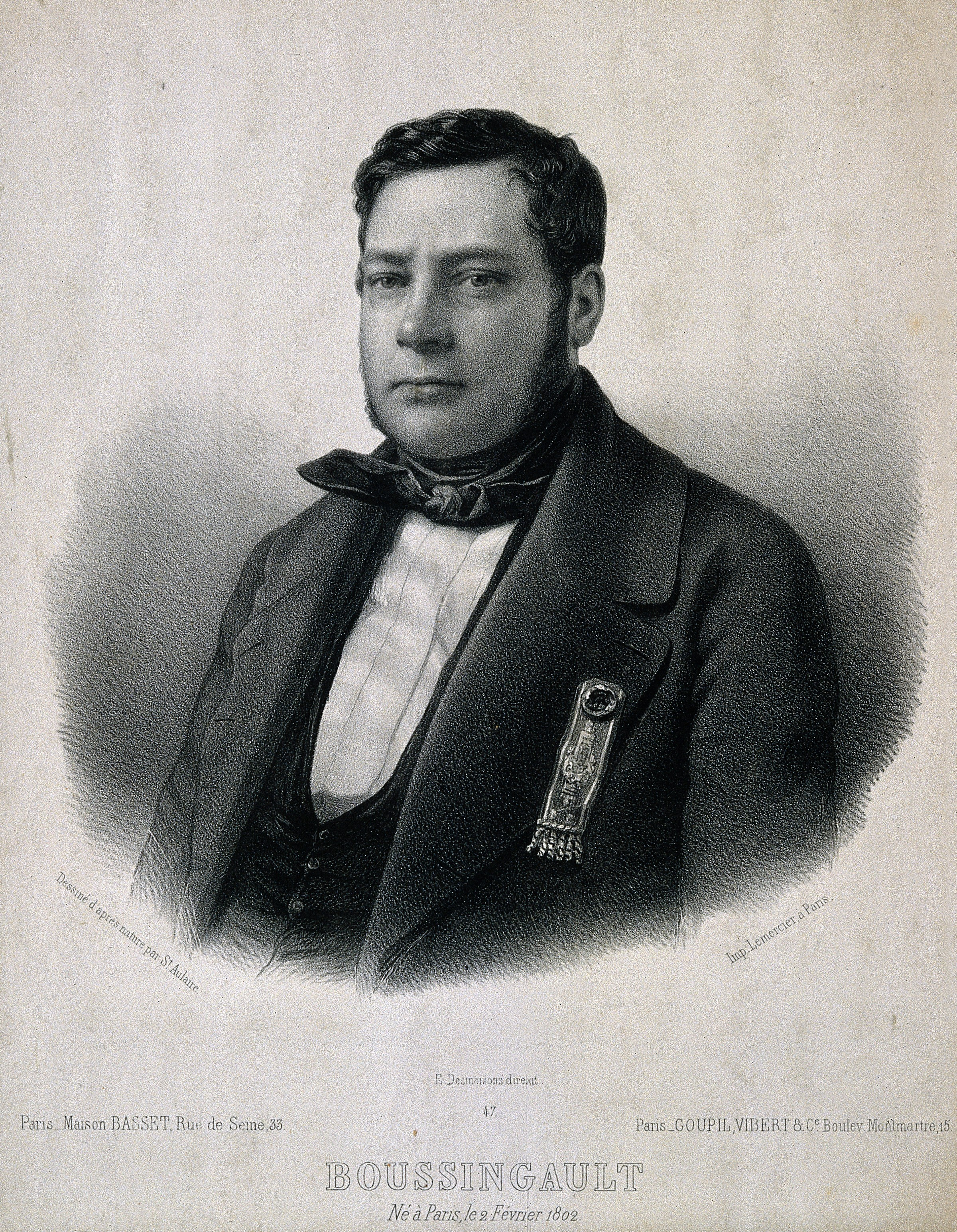
Jean Baptiste Boussingault.

### Jean Baptiste Boussingault
El 1834 el químic francès Jean Baptiste Boussingault (1802-1887), conegut com el fundador de l'agricultura com a ciència, publicà els seus llibres "Agronomie, chimie agricole et physiologie" (Agronomia, química agrícola i fisiologia) i "Economie rurale dans ses rapports avec la Chimie, la Physique et la Meteorologie" (L'economia rural i les seves relacions amb la Química, la Física i la Meteorologia, 1843). Inicià els seus famosos experiments de camp a la seva granja d'Alsàcia, històricament considerada com la primera estació d'experimentació agrícola. Fins a aquest moment, l'experimentació s'havia realitzat només als laboratoris o en testos. Boussingault actualitzà els mètodes quantitatius de De Saussure, pesà i analitzà els fertilitzants utilitzats i les collites obtingudes, i demostrà de manera concloent com l'aire i l'aigua eren fonts nutritives del carboni, hidrogen i oxigen. Comprovà que les plantes necessiten nitrogen, indicant que "...les plantes superiors no poden utilitzar el nitrogen atmosfèric sinó únicament els nitrats del sòl...", i altres elements minerals que extreuen de la terra; identificà els elements minerals i les proporcions que les plantes necessiten per al seu creixement, dividint-los en assimilables i no assimilables; i publicà nombroses taules sobre la composició de les collites i calculà la quantitat de diversos elements extrets per hectàrea. A més, obtingué la primera evidència sobre la fixació de nitrogen per part de les lleguminoses.

### L'Estació experimental de Rothamsted

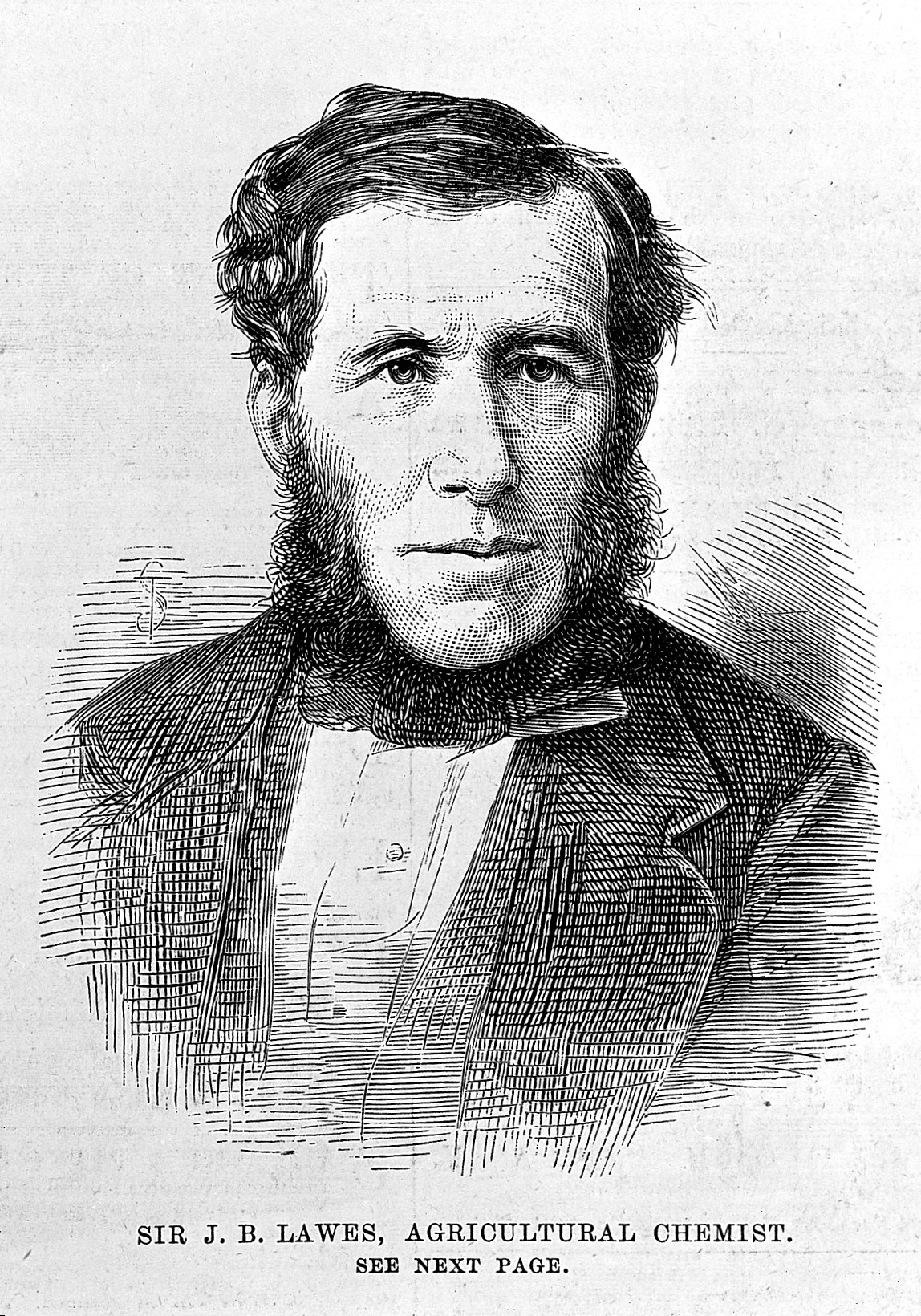
Sir John Bennet Lawes.

Les idees de Liebig foren immediatament adoptades pel gran agrònom i ric propietari britànic Sir John Bennet Lawes (1814-1900), qui comença el 1837 les experiències sobre els fertilitzants en una propietat seva a prop de Londres. Amb el seu company i amic químic Sir Joseph Henry Gilbert (1810-1901), la transformà el 1843 en un centre de recerca excepcional, l'Estació Experimental de Rothamsted. Lawes i Gilbert iniciaren una àmplia recerca per comprovar algunes de les afirmacions de von Liebig que consideraven incorrectes. Dotze anys després establiren els següents principis:
- Els cultius requereixen fòsfor i potassi, però la composició dels residus de les plantes no és una mesura de les quantitats requerides d'aquests elements.
- Les plantes no lleguminoses necessiten un suplement de nitrogen, sent igualment beneficiosos els nitrats i les sals amoníaques. Sense aquest element, no es pot aconseguir cap augment del creixement, encara que s'afegeixin els constituents de les cendres. La quantitat de nitrogen amoniacal subministrada per l'atmosfera és insuficient per a les necessitats dels cultius.
- La fertilitat del sòl pot ser mantinguda durant anys amb l'ús dels fertilitzants químics.
- L'efecte beneficiós dels guarets es deu a l'augment de la quantitat de composts de nitrogen utilitzables en el sòl.[1]

L'efecte dels adobs de granja no era fiables en aquells moments de la ciència, i els sòls rics en humus eren fèrtils, de manera que el paper d'aquest havia de ser precisat. El 1835 el químic alemany Eilhard Mitscherlich (1794-1863) publicà "Lehrbuch der Chemie" (Elements de Química) on millorà els mètodes d'anàlisi, i assenyalà certes funcions de l'humus, principalment la de proporcionar nitrogen, fet discutit per von Liebig i Boussingault. El 1875, el químic francès Jean Jacques Théophile Schloesing (1824-1919) demostrà el paper de la matèria orgànica en els sòls i els seus efectes sobre l'estructura.

### H.S. Thompson i John T. Way

Bescanvi catiònic:Granulo de concime (grànul d'adob potàssic), colloide (col·loide,argila), radice (arrel)

El 1848 l'agrònom Harry Stephen Meysey-Thompson (1809–1874) observà la transformació de sulfat d'amoni (NH4)₂SO4 en sulfat de calci CaSO4 en el sòl, i en una comunicació a la Royal Agricultural Society esmentà el poder del sòl de retenir amoni NH4+. Els seus resultats foren ampliats per John Thomas Way (1821-1884), químic de la Royal Agricultural Society, publicant el 1850 el treball "On the power of soils to absorb manure" (El poder del sòl per absorbir fems), i permeté a aquest, el 1852, després d'una investigació més extensa, establir els principis bàsics de la capacitat de bescanvi catiònic dels sòls. En aquesta publicació posava de manifest:
- Que els cations afegits s'intercanviaven amb el calci retingut en el sòl.
- Que altres compostos com àcids i sals no s'intercanviaven.
- Que l'argila era el material responsable.
- Que era un procés irreversible.
- Que el procés era molt ràpid i es destruïa per la calor.[1]

Aquests estudis sobre el bescanvi de cations en el sòl suposà l'inici de la química del sòl. Fins al segle xx, els estudis sobre capacitat de bescanvi catiònic foren una extensió dels treballs i teories de Way, corregint-les i completant-les. Diverses de les seves conclusions segueixen sent vàlides actualment.

### Julius von Sachs i Wilhelm Knop
Solució de nutrients de Knop (1865)
| Sals       | Quantitats en dissolució (g/L) |  |
| ---------- | ------------------------------ |  |
| KNO₃       | 0,25                           |  |
| Ca(NO₃)₂   | 1,00                           |  |
| MgSO4•7H₂O | 0,25                           |  |
| KH₂PO4     | 0,25                           |  |

Julius von Sachs (1832-1897), professor de botànica a la Universitat de Würzburg, i Johann August Ludwig Wilhelm Knop (1817-1891), químic agrícola conegut com el pare de la cultura de l'aigua, redescobrint l'ús de les dissolucions nutritives, publicaren la primera fórmula estàndard per a una solució de nutrients en la qual podrien créixer les plantes amb èxit. Això marcà la fi de la llarga cerca de l'origen del nutrients essencials per a les plantes, donant origen a l'hidrocultius. Posà de manifest l'essencialitat del potassi, calci, magnesi, ferro, sofre, fòsfor i nitrogen per a les plantes, juntament amb el carboni, hidrogen i oxigen que eren proporcionats per l'aire i l'aigua (respiració i fotosíntesi).

## Finals del segle XIX

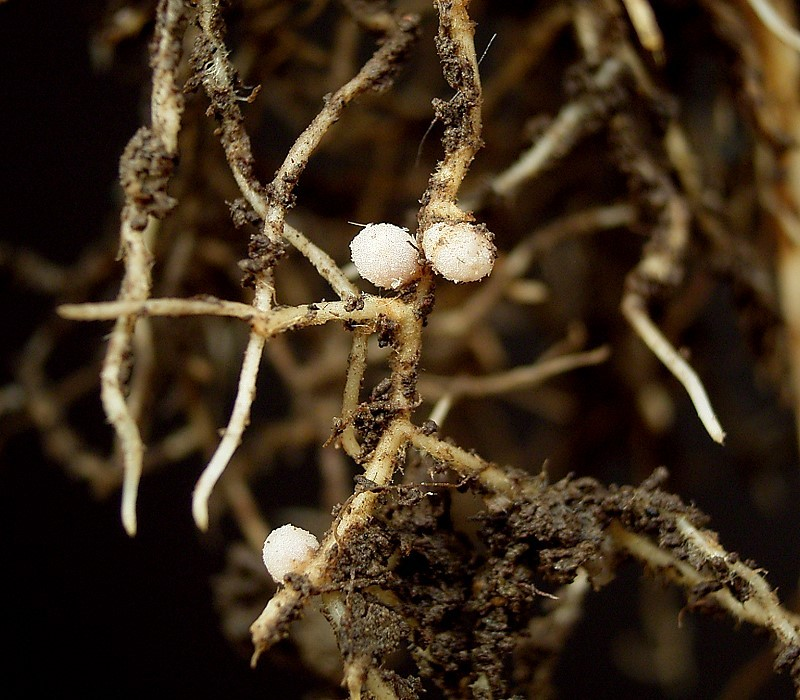
Nòduls a les arrels de la veça borda (Vicia sepium).

### H. Hellrieger i H. Wilfath
Pel que fa a l'aparent misteri de l'absorció de nitrogen atmosfèric per part de les lleguminoses, la brillant experimentació realitzada pels químics alemanys Hermann Hellrieger (1831-1895) i Hermann Wilfarth (1853-1904), el 1886, demostrà amb absoluta claredat que aquesta estava condicionada per un factor independent del sòl i de la planta; i suposà, encertadament, que els bacteris continguts en els nòduls radiculars de les arrels assimilaven el nitrogen, que era aportat a la planta. Es deu al neerlandès Martinus W. Beijerink (1851-1931) l'aïllament del microorganisme, anomenat llavors Bacillus radicícola, i que en l'actualitat es coneix com a Rhizobium.

## Segle XX

### Fertilitzants

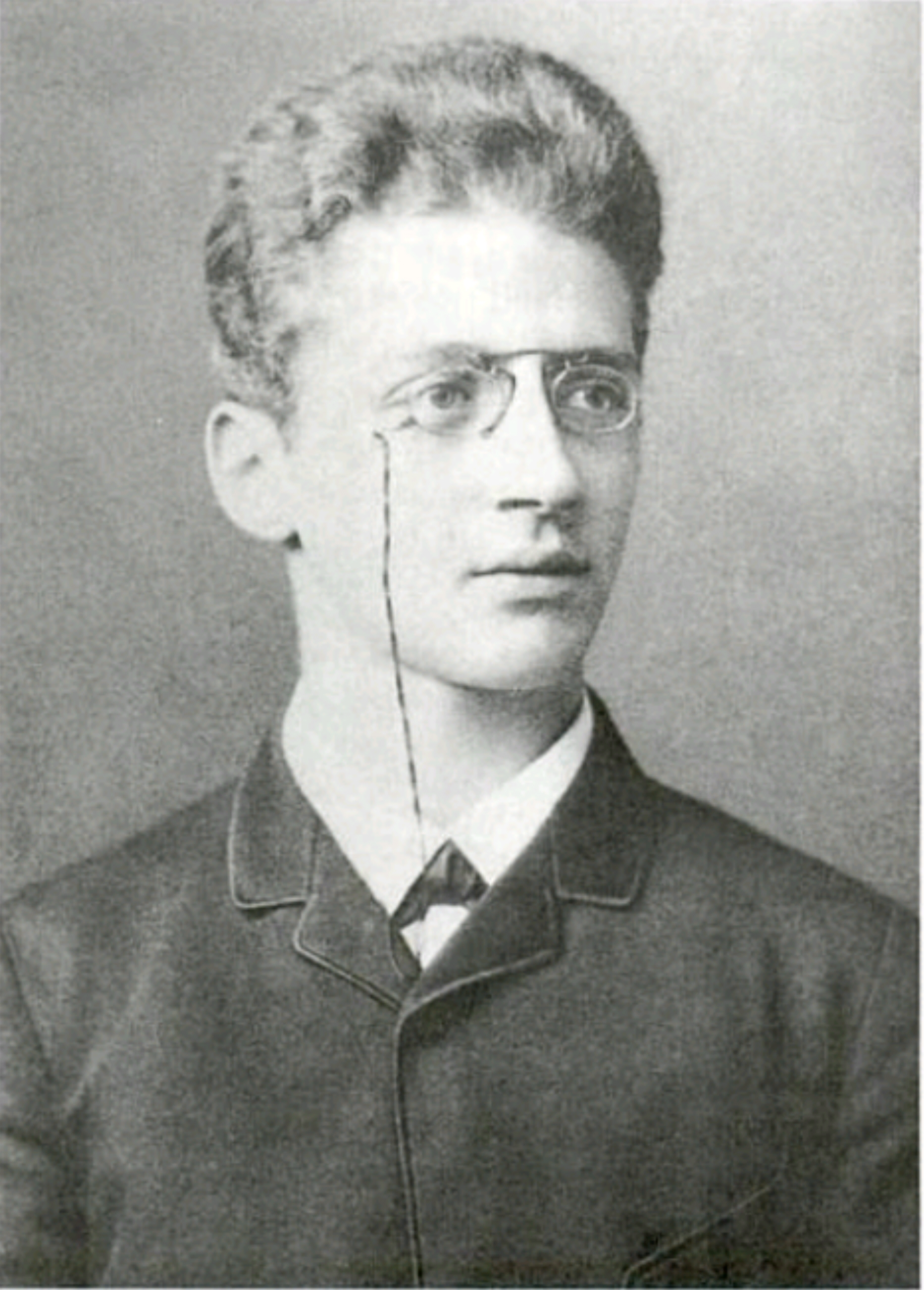
Fritz Haber el 1891.

El primer adob produït mitjançant processos químics fou el superfosfat simple, una mescla de Ca(H₂PO4)₂ i CaSO4, obtingut a principis del segle XIX mitjançant el tractament d'ossos amb àcid sulfúric. Aviat, els copròlits i la roca fosfat substituïren els ossos com a font de fòsfor. La indústria dels adobs de potassi començà a Alemanya el 1861. A Amèrica del Nord, la indústria de potassi s'inicià durant la Primera Guerra Mundial i s'expandí amb el desenvolupament dels dipòsits de Nou Mèxic el 1931 i els dipòsits de Saskatchewan el 1958. Els adobs de potassi moderns són més el resultat de processos físics que no pas químics. El primer adob nitrogenat sintètic fou el nitrat de calci Ca(NO₃)₂, fabricat el 1903 a partir de l'àcid nítric produït pel procés d'arc elèctric.
A finals del 1800 i principis del 1900, alguns químic començar a cercar maneres d'obtenir fertilitzants fixant artificialment nitrogen com ho fan les lleguminoses a les seves arrels. El 1909, el químic alemany Fritz Haber (1868-1934) aconseguí produir un flux continu d'amoníac líquid a partir d'hidrogen i nitrogen que introduí dins d'un tub de ferro calent i a pressió sobre un catalitzador d'osmi metàl·lic. Més tard, Carl Bosch (1874-1940), metal·lúrgic i enginyer alemany, perfeccionà aquest procés de síntesi d'amoníac perquè pogués ser utilitzat a escala mundial. El 1918 ambdós foren guardonats amb el Premi Nobel de Química per aquest procés.
Els principals adobs i intermediaris d'adobs introduïts inclouen el nitrat d'amoni, els fosfats d'alta anàlisi, el hidrogenfosfat d'amoni, els fosfats nítrics, el polifosfat d'amoni, els fosfats d'amoni d'urea, les solucions de base líquida 11-16-0 i altres, l'àcid superfosfòric, l'àcid superfosfòric de procés humit, les suspensions, la urea granulada i la urea recoberta de sofre. Aquests han tingut un impacte important en la producció d'adobs mixtos, la barreja a granel i la indústria d'adobs líquids. Els futurs adobs no només han de ser tecnològicament viables, econòmics i adequats agronòmicament, com ho han estat els adobs passats, sinó que també han de complir amb diversos estàndards de contaminació de l'aire i l'aigua durant la seva producció i han de reduir els requeriments energètics totals.

### Pesticides

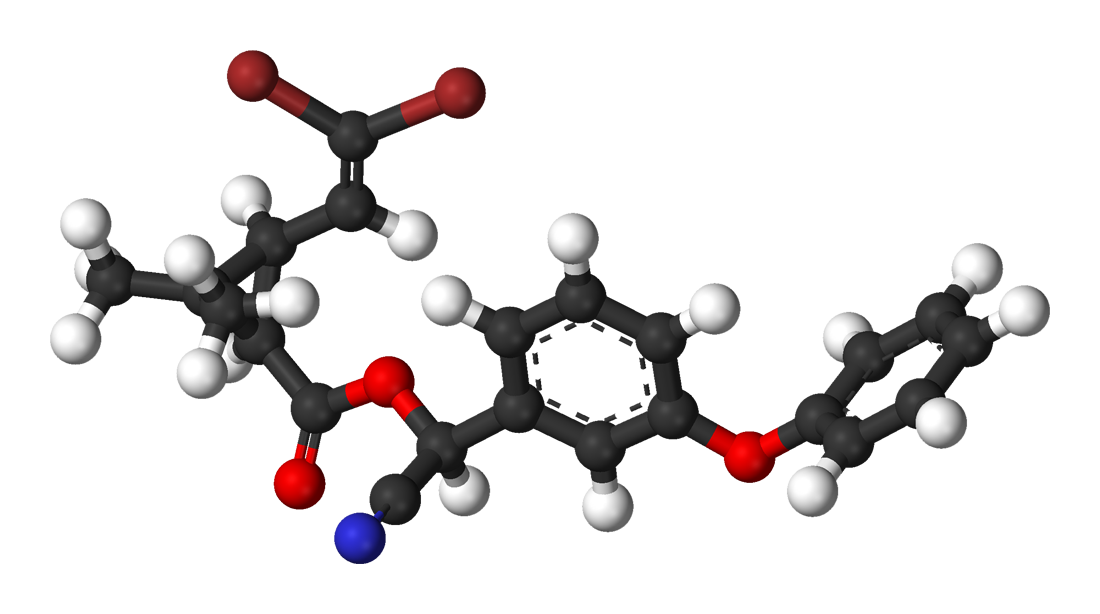
Fórmula desenvolupada de la deltametrina, un insecticida de síntesi química derivat de la piretrina natural

Amb el desenvolupament de la química agrícola els tractaments antics contra les plagues disposaren d'una base científica per explicar la seva eficàcia i identificar les seves formulacions químiques, passant d'extractes naturals a pesticides sintetitzats i assenyalant l'auge de la revolució dels pesticides químics.

Estructura del DDT.

Els primers pesticides sintètics moderns foren composts organoclorats, com ara l'hexaclorobenzè, BHC, i el diclorodifeniltricloroetà, DDT. Malgrat que foren sintetitzats per primera vegada al segle XIX, les seves propietats com a insecticides no es descobriren ni explotaren plenament fins a finals de la dècada de 1930. El BHC fou obtingut per primer cop pel científic anglès Michael Faraday (1791-1867) el 1825, però les seves propietats com a insecticida no es descobriren fins al 1944. El DDT fou preparat per primer cop per Othmar Ziedler (1850-1911), un químic austríac, el 1825, i el químic suís Paul Hermann Müller (1899-1965) descobrí les propietats insecticides el 1939, un descobriment reconegut amb el Premi Nobel de Fisiologia o Medicina el 1948.
En aquell moment, el DDT es veia com un insecticida d'ample espectre amb baixa toxicitat per als mamífers. Era econòmic de produir, fàcil d'aplicar en àrees grans i persistent, de manera que generalment no es necessitava una nova aplicació; el DDT és insoluble en aigua i, per tant, no es desfeia pel clima. El compost també semblava, en un principi, increïblement eficaç en l'eliminació dels insectes vectors de malalties. L'any 1945, el DDT estigué disponible per a aplicacions agrícoles. Però els primers signes de resistència dels insectes al DDT començaren a aparèixer en la dècada de 1950. El 1962, Rachel Carson (1907-1964), una biòloga marina i conservacionista, publicà “Silent spring” (Primavera silenciosa), un llibre que mostrava els efectes perjudicials dels pesticides en l'entorn. La popularitat generalitzada del llibre de Carson portà a la creació d'organitzacions influents de base que demanaven una major protecció del medi ambient i controls més estrictes sobre l'ús de pesticides. Part d'aquesta crida al canvi fou la reducció o eliminació del DDT i molts altres pesticides desenvolupats des de la dècada de 1940 fins als anys 1960 del conjunt d'armes contra les plagues. Avui dia, l'Índia és l'únic país del món que encara produeix DDT.
Des de l'inici de l'augment de la producció a les dècades de 1940 fins als nostres dies, s'ha desenvolupat un extens catàleg de milers d'insecticides, herbicides i pesticides generals, inclosos els organoclorats (DDT, BHC), els organofosfats (paration, malation, azinofos metil), els àcids fenoxiacètics (2,4-D o depitox, MCPA, 2,4,5-T), el captan, els carbamats (aldicarb, carbofuran, oxamil, metomil), els neonicoitinoides (imidacloprid, acetamiprid, clotianidina, nitenpiram) i els glifosats.

Imidacloprid.

Els neonicoitinoides són insecticides neuroactius, similars als compostos de nicotina que es desenvoluparen a les dècades de 1980 i 1990. El més emprat a nivell mundials és l'imidacloprid. Patentat el 1988 i registrat el 1994 per Bayer Crop Science, l'imidacloprid funciona desorganitzant la transmissió dels impulsos nerviosos en els insectes en unió als receptors de nicotina acetilcolina de l'insecte, amb la conseqüent paràlisi i mort. És altament tòxic per als insectes i altres artròpodes, incloent-hi invertebrats marins. Es considera moderadament tòxic per als mamífers si s'ingereix en dosis altes. Molts estudis han examinat la persistència dels neonicoitinoides en les fonts d'aigua i els seus impactes ecològics en altres artròpodes importants des del punt de vista mediambiental i econòmic, com ara les abelles de la mel.

Estructura del glifosat.

El glifosat, l'herbicida més utilitzat, fou desenvolupat per un químic de Monsanto Company, John E. Franz, el 1970. El Roundup, com es registrà, ràpidament es convertí en un dels herbicides més populars del món, tant per a empreses agrícoles com per a usuaris domèstics. El mode d'acció del glifosat és inhibir una enzim vegetal que és fonamental per a la síntesi dels aminoàcids aromàtics. La inhibició de la producció d'aminosa afecta principalment les zones de creixement de les plantes, matant-les en la seva etapa de creixement, però no en la de la seva llavor. El 1994, la Soia Roundup Ready fou aprovada comercialment als Estats Units. Aquesta soia modificada genèticament fou creada per ser resistent al glifosat. Aquests tipus de cultius van permetre l'ús del glifosat per controlar altres plantes perilloses sense posar en perill la collita. La llista de cultius resistents al glifosat ha crescut des de la introducció de la Soia Roundup Ready i inclou blat de moro, canola, alfals, coto i blat.